# Landelijke meldkamer ambulancezorg
De Landelijke meldkamer ambulancezorg (LMAZ)  was een Nederlandse landelijke meldkamer die van juni 2007 tot januari 2013 bestond en in Driebergen gevestigd was.

## Totstandkoming
In Nederland was al enkele jaren een discussie gaande over de noodzaak voor een landelijke meldkamer voor ambulancezorg. Zowel in de reguliere zorg als tijdens calamiteiten bleek er soms dringend behoefte te zijn aan extra handen aan de bedientafels van regionale meldkamers. In de reguliere zorg komt het in de regio's regelmatig voor dat de paraatheid onder druk staat door onder meer het interregionale vervoer (ambulanceritten door het gehele land). Wanneer er geen afstemming heeft plaatsgevonden tussen halen en brengen, rijden ambulances vaak leeg retour na aflevering van hun patiënt. 
Het specialistische vervoer, zoals intensivecaretransport en de zogenaamde "babylance", bleek soms ook ten koste van de reguliere paraatheid te gaan, doordat dergelijk specifiek vervoer veel tijd kost. Wanneer de paraatheid niet optimaal is, ontstaan ongewenste wachttijden voor het regulier besteld vervoer en komt het spoedvervoer onder druk te staan. 
De LMAZ had tot doel bij te dragen aan een betere afstemming door middel van advisering en door ervoor te zorgen dat ambulances zowel in hun regio als met ambulanceritten door het gehele land beter werden benut. Dit kwam de paraatheid in de regio's ten goede en beperkte de wachttijden.
Rampen als de Bijlmerramp, de Herculesramp, de vuurwerkramp in Enschede en de cafébrand in Volendam hadden aangetoond dat extra handen nodig zijn en meldkamers om ondersteuning vragen: vooral gedurende het eerste uur. Een landelijke meldkamer kan de benodigde ambulancebijstand regelen ten dienste van de meldkamer in de betrokken regio. Ook kan de ondersteunende meldkamer informatie registreren waar de centralisten in de betrokken regio door de bijzonder hoge werkdruk van dat moment geen tijd voor hebben.
Daarnaast wordt al enige jaren nagedacht over oplossingen voor momenten waarop een meldkamer uitvalt. Dat kan zijn vanwege een incident of bijvoorbeeld een grote stroomstoring. In dit kader wordt gesproken over supportmeldkamers en/of buddymeldkamers.
Op 1 januari 2013 beëindigde de LMAZ haar werkzaamheden. De taken werden door andere meldkamers en organisaties overgenomen.